# Carl Ryder
Carl Hartvig Ryder, född den 12 september 1858 i Köpenhamn, död där den 3 maj 1923, var en dansk sjöofficer och Grönlandsforskare. 
Ryder, som blev sekundlöjtnant 1879 och kapten 1897, deltog 1882–1883 i Adam Paulsens meteorologiska expedition till Godthaab och ledde 1886–1887 en expedition till nordligaste delen av danska Västgrönland. Därefter föreslog han en undersökning av Grönlands föga kända östkust mellan Scoresby sund och Angmagssalik och ledde denna undersökning 1891–1892 med den norska sälfångaren Hekla. Då fartyget, som ämnat var, inte kunde nå land vid Kap Stewart i Scoresby sund, gick det i vinterkvarter vid Danmarks Ø, 160 kilometer från fjordens mynning, för att så tidigt som möjligt följande år få fartyget ut till fjordmynningen. Men först 8 augusti kunde det lämna sitt kvarter, och oövervinneliga ishinder omöjliggjorde landsättning av expeditionen söder om Scoresby sund. Trots att expeditionens mål således ej vanns, hemfördes ett rikt vetenskapligt byte från undersökningen av hela den stora fjordkomplexen (offentliggjort i "Meddelelser om Grønland", XVII–XIX). Ryder blev 1902 chef för marinministeriets admiralitetskontor och 1907 direktör för meteorologiska institutet. Han behandlade i skrift ett par arktiska ämnen, bland annat Oversigt over Isforholdene i Nordhavet i Aarene 1877–92 (i "Tidsskrift for Søvæsen" 1896) och Nogle Undersøgelser om Havsstrømme mellem Norge, Skotland og Grønland (i "Nautisk-meteorologisk Aarbog", 1901).